# 기타아야세역
기타아야세역(일본어: 北綾瀬駅, きたあやせえき)은 일본 도쿄도 아다치구에 있는 지요다 선 지선의 종점역이다. 역 번호는 C20이다.

## 타는 곳
| 1 | ○ 지요다 선 지선 | 아야세・기타센주・요요기우에하라 방면 |

## 역 주변
- 쓰쿠바 익스프레스 아오이역(도보 15분)
- 도쿄도도 제318호선

## 역사
- 1969년 12월: 아야세 차고의 차량 출입고를 취급하는 신호소로서 개설.
- 1978년 12월 12일: 설치되는 새로운 역의 역명을 기타아야세 역으로 결정.
- 1979년 12월 20일: 영업 개시.
- 2002년 3월 23일: 스크린도어 설치.
- 2004년 4월 1일: 에이단 지하철 민영화.
- 2008년 9월 12일: 승강장 지붕 위에 태양광 발전 시스템을 도입.
- 2019년 3월 16일: 5번 출입구 및 남쪽 출입구 설치, 요요기우에하라 방면에 직결 운행 개시.

## 사진

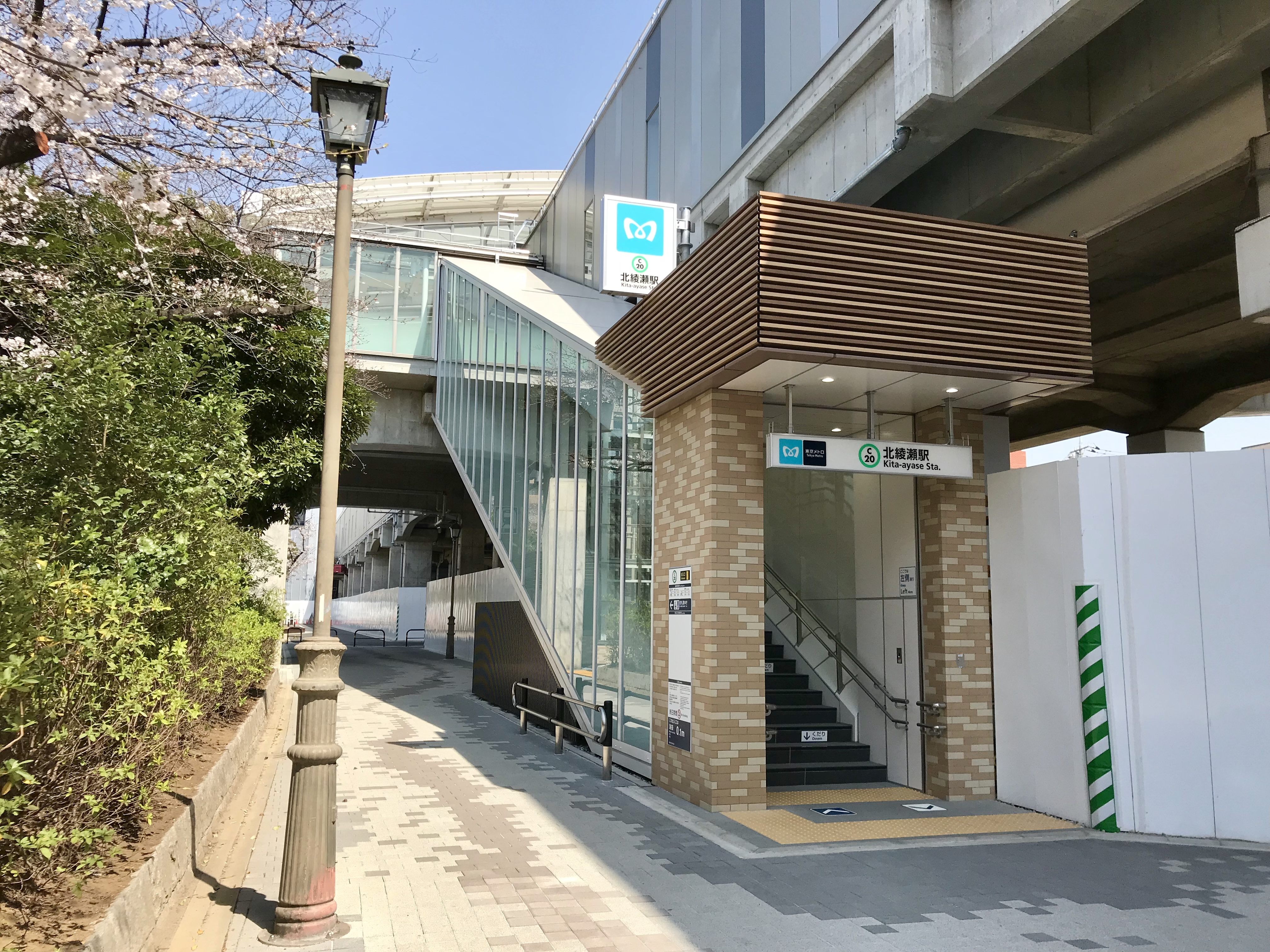
남쪽 출입구(2019년 3월)
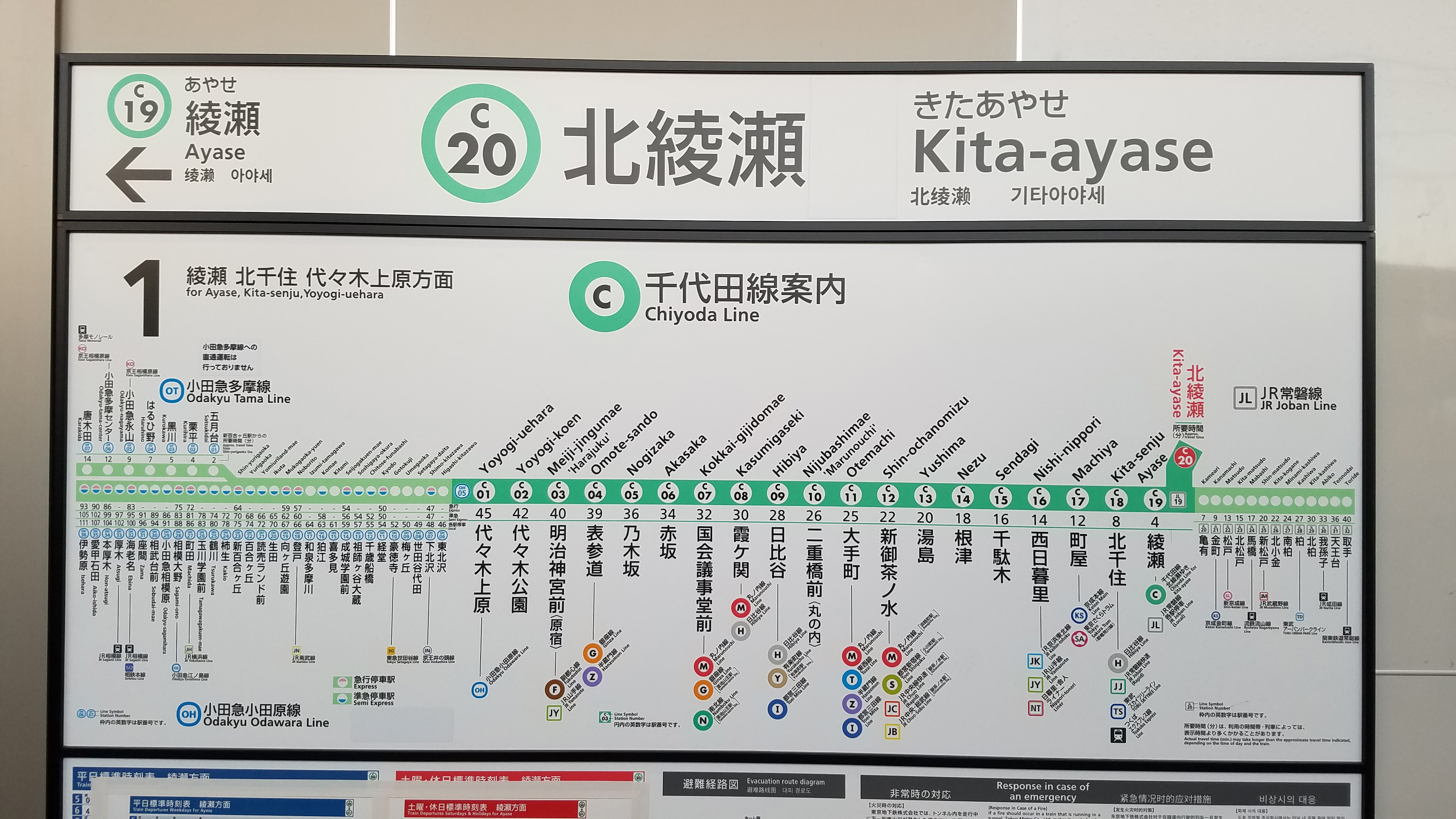
역명판(2022년 3월)

## 인접역
| 도쿄 메트로 9호선 지선         | 도쿄 메트로 9호선 지선    | 도쿄 메트로 9호선 지선 |
| ------------------------------ | ------------------------- | ---------------------- |
| C19 아야세 요요기우에하라 방면 | 지요다 선 기타아야세 지선 | 시·종착역              |